# Biserica Sfântul Nicolae din Vătășești

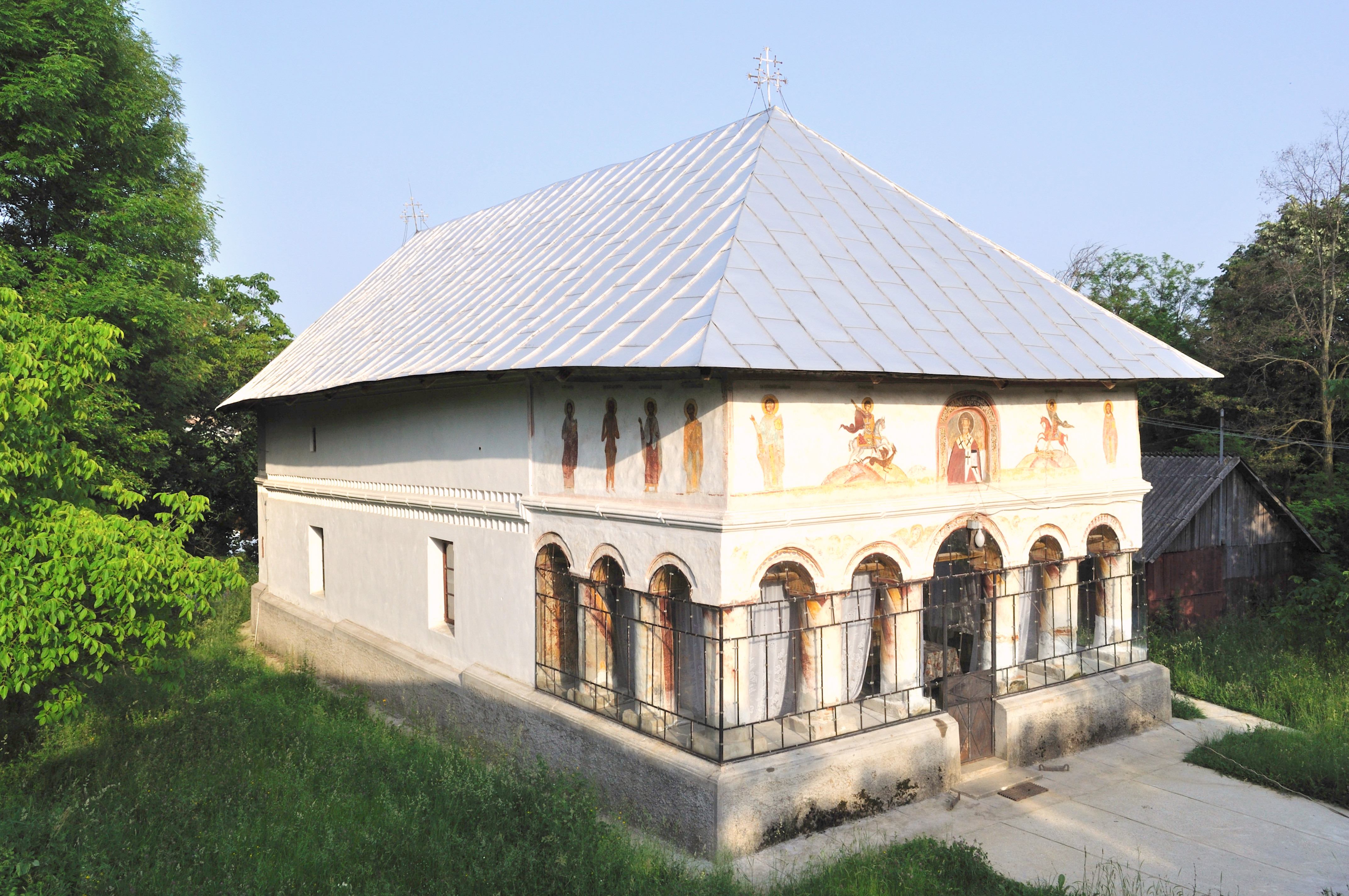
Biserica de zid din cătunul Vătășești, sat Bărbătești, județul Vâlcea, foto: iunie 2010.

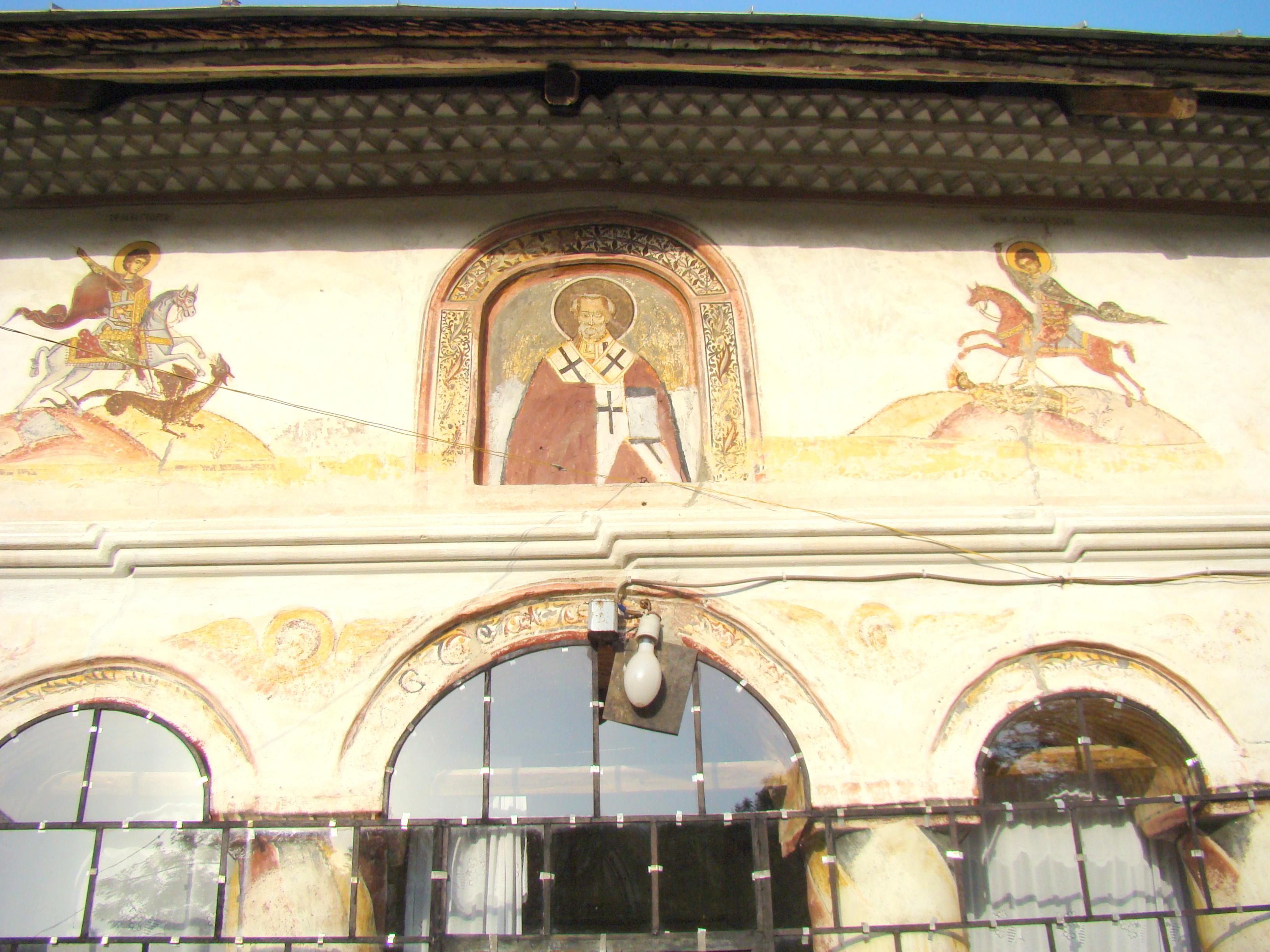
Pridvorul cu pictura exterioară

Biserica de zid din cătunul Vătășești, sat Bărbătești, comuna Bărbătești, județul Vâlcea, a fost construită în 1712. Are hramul „Sfântul  Nicolae”. Biserica se află pe noua listă a monumentelor istorice sub codul LMI:  VL-II-m-B-09653.

## Istoric și trăsături
Ctitorii principali sunt vătaful Ștefan și soția lui Ilina.
Pridvorul a fost adăugat lăcașului de cult după aproape șaizeci de ani de la zidire, în anul 1774, brâul fiind ulterior refăcut probabil perimetral. Odată cu ridicarea acestuia, biserica a fost zugrăvită la interior. Pictura murală a fost realizată în 1774 de zugravii Dimitrie ereu, ierodiaconii Tudoru și Nicolae, împreună cu Gheorghe și Lazăr.
Există și pictură murală exterioară, în registrul superior al pridvorului: icoana hramului, Sfântul Ierarh Nicolae, flancat de sfinții mucenici Dimitrie și Gheorghe. Pridvorul a fost închis recent cu tâmplărie metalică.

## Galerie de imagini

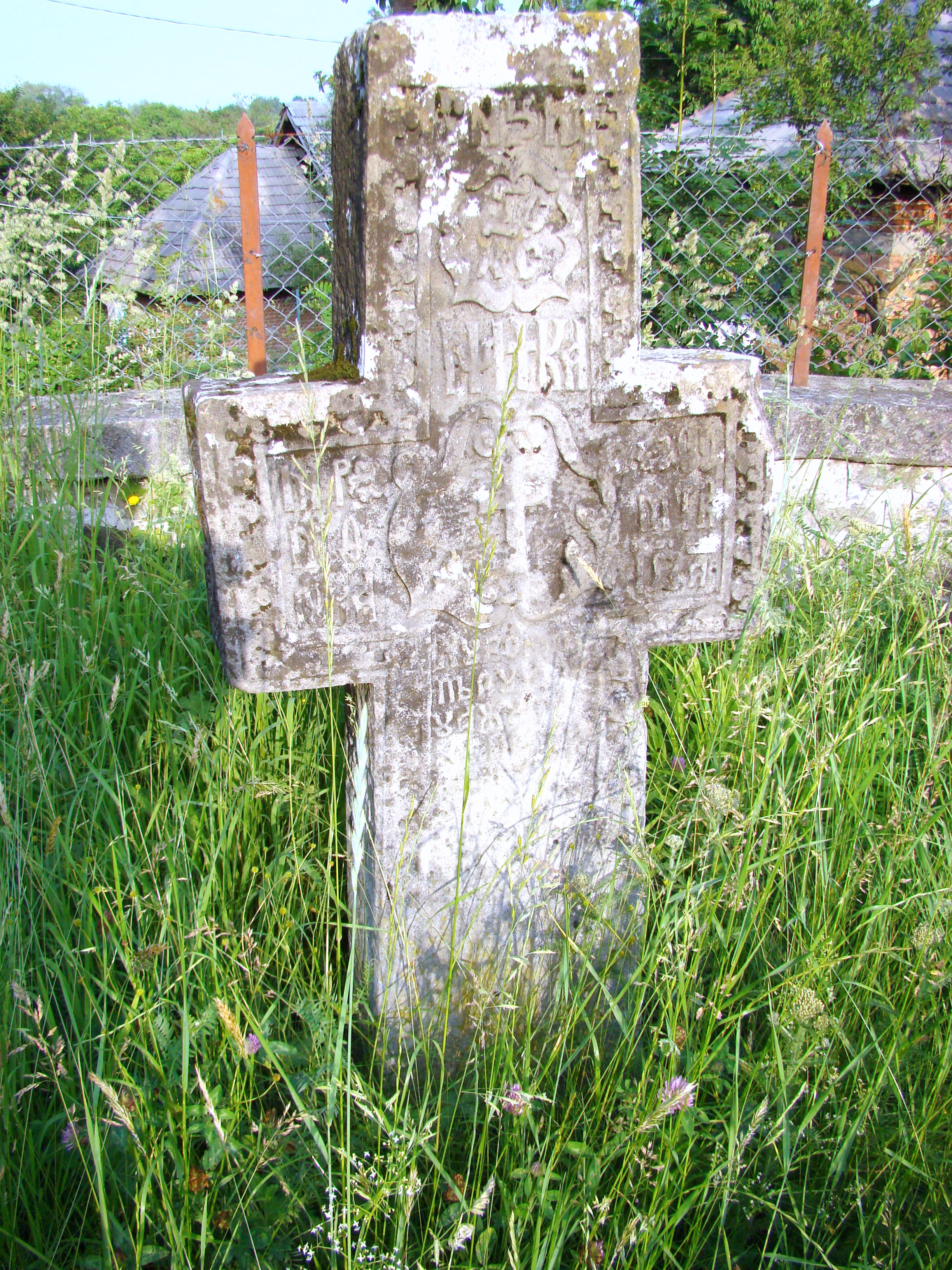
Crucea de piatră a bisericii
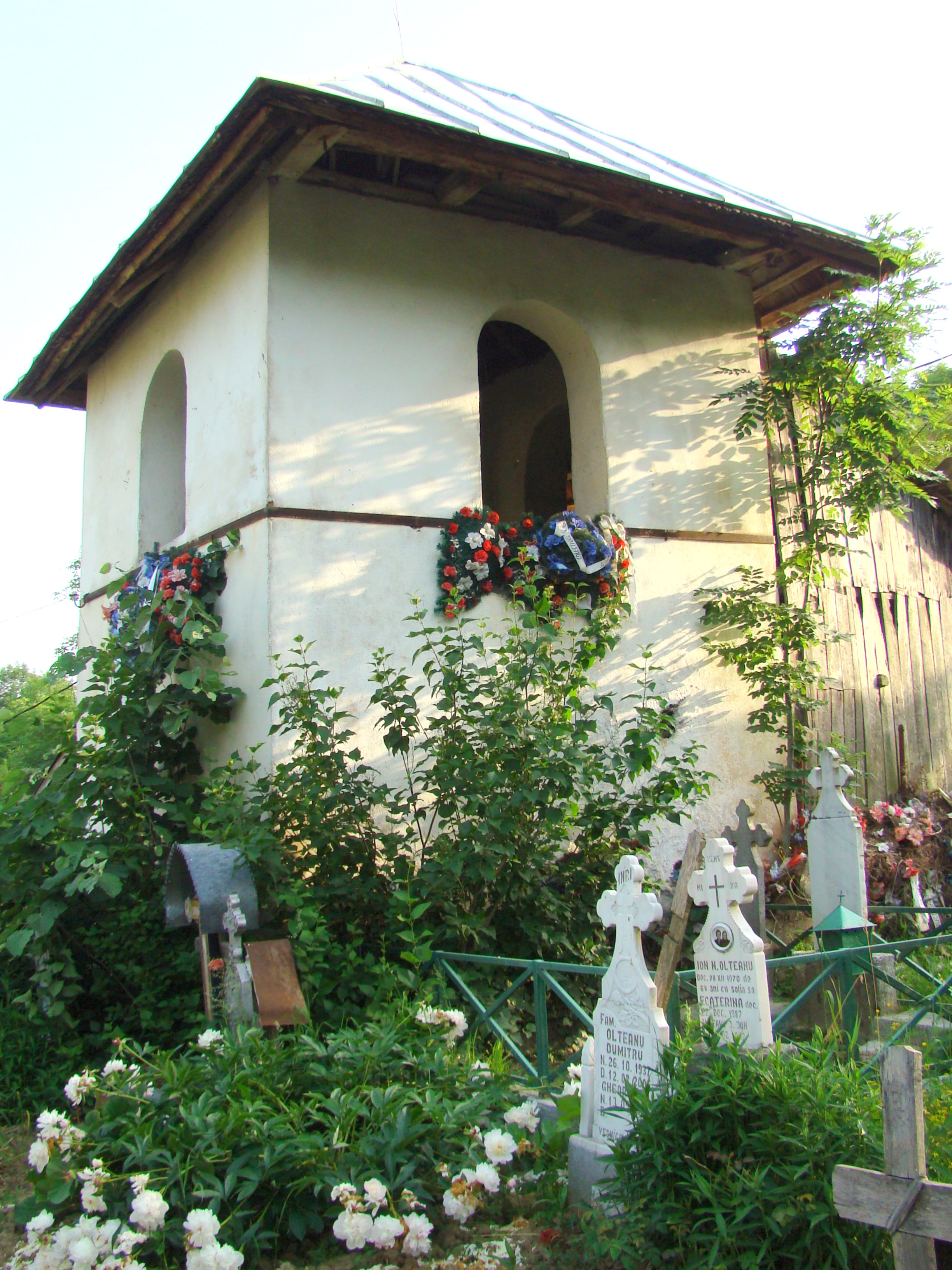
Turnul clopotniță
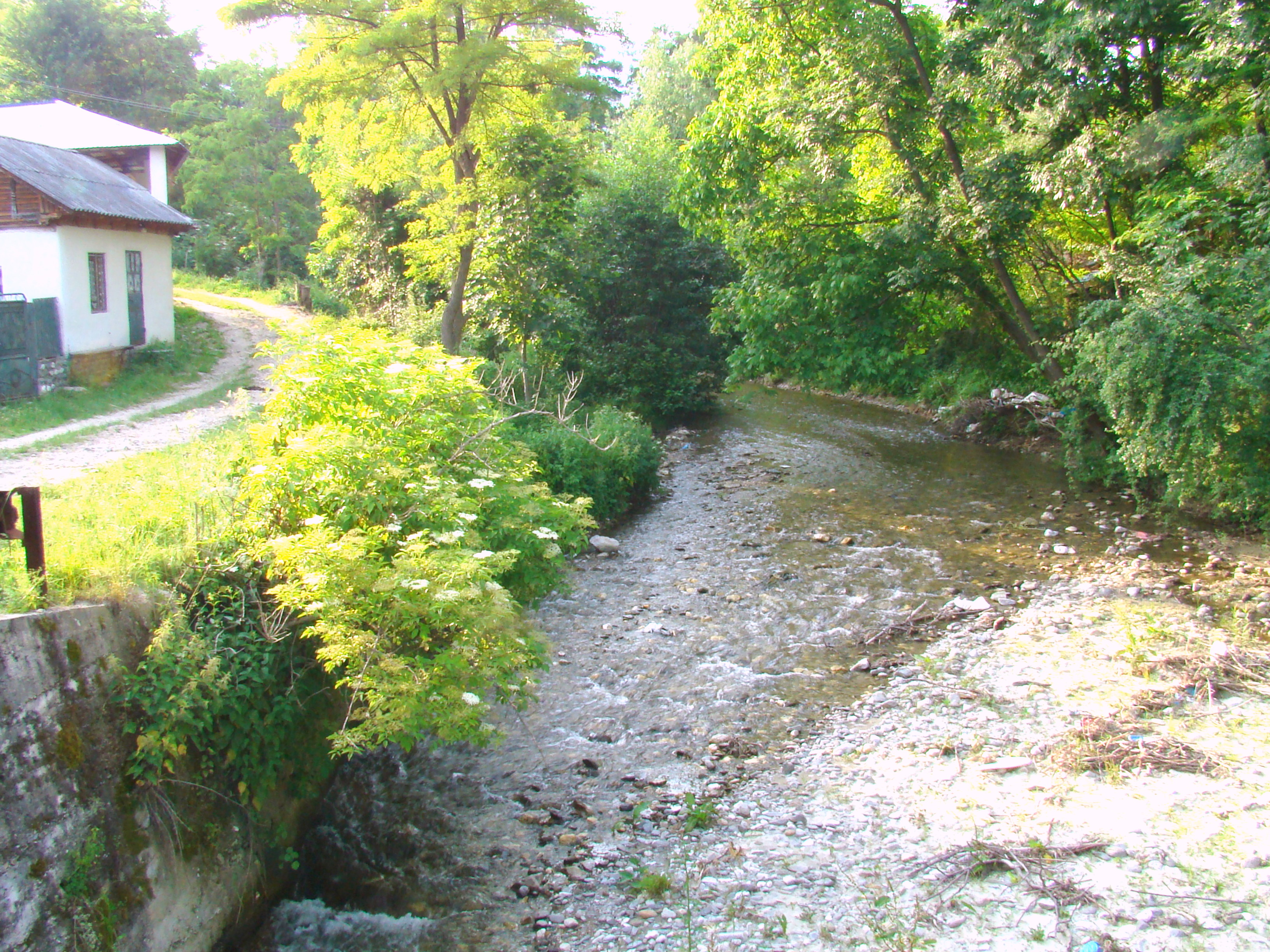
Împrejurimi: râul Otăsău